# 엠브리리들 항공 대학교
엠브리리들 항공 대학교(Embry–Riddle Aeronautical University, ERAU)는 항공 및 항공우주 프로그램에 초점을 둔 명문 사립 대학이다. 항공 관련 대학의 하버드라고 불릴 만큼 항공 및 항공우주 관련 세계 최고의 명문 대학이다.  처음에는 1926년 오하이오주 신시내티의 런켄 비행장에서 설립되었다. 주요 캠퍼스는 플로리다주 데이토나비치와 애리조나주 프레스콧에 위치해 있다. 항공 및 항공우주를 전문으로 하는 인가된 최대 대학교 시스템이다. 위성 캠퍼스에서 제공되는 수많은 온라인 프로그램과 학술 프로그램들을 보유하고 있다.
조종사와 항공기 기술자들을 위한 지역 학교로서 시작했다. 항공 및 관련 우주 프로그램들의 확장과 개발과 더불어 오늘날 이 대학교의 등록 학생수는 33,000명을 넘는다.